# CD80
CD80 y CD86 son cúmulos de diferenciación (en Inglés: cluster of differentation; CD). También se les conoce como proteínas B7.1 y B7.2 respectivamente. Son glucoproteínas de estructura francamente similar de la familia de las inmunoglobulinas que actúan como receptores presentes sobre la membrana de células presentadoras de antígeno. Su acción consiste en la mediación en la adhesión de las células T con las células presentadoras de antígenos foráneos. Esta y otras moléculas son co-estimuladoras y su interacción con sus receptores o ligandos determinará si el linfocito T responderá frente a los antígenos presentados por las células presentadoras del antígeno. Su receptor sobre las células T se denomina CD28. La proteína CD80 tiene una masa de 33.05 kDa y una longitud de 288 aminoácidos.

## Función
Las moléculas CD80 y CD86 son expresadas por múltiples tipos de células, incluyendo células B, macrófagos, CD y células T.
La interacción de la célula presentadora de antígeno con la Célula T unida al MHC respectivo, la unión del CD28 con sus ligandos CD80 y CD86 estimula a la APC a producir interleucinas, en especial interleucina-2 (IL-2) e interleucina-6 (IL-6).